# القانع (رداع)

تعديل مصدري - تعديل

حارة القانع هي إحدى حارات مدينة رداع أحد مدن محافظة البيضاء، بلغ تعداد سكانها 2340 نسمة حسب تعداد اليمن لعام 2004.